# Desiderabilità sociale
Nelle scienze psicosociali, il fattore desiderabilità sociale viene definito come quell'effetto di disturbo che entra in gioco in una ricerca/studio quando il soggetto, che risponde a un'intervista o a un questionario, ha la possibilità di dare risposte che possono essere considerate socialmente più accettabili rispetto ad altre: questo fa sì che le persone cerchino di comportarsi in modo idealistico, ossia tendano a sembrare più "normali" possibile, nel senso di più "adeguate alla norma".

## Variabili spurie
Le principali variabili spurie (in questo caso risposte non autentiche e non facilmente prevedibili e misurabili) che intervengono nelle ricerche effettuate con i metodi dell'inchiesta, del sondaggio o dell'intervista, sono:
- la desiderabilità sociale, detta anche Idealistic distortion (distorsione idealistica),
- il fattore acquiescenza. [1]

Se la tendenza, anche inconscia, a dare risposte false al fine di risultare più accettabili e sembrare più adeguati possibile a livello sociale, è la desiderabilità sociale, l'acquiescenza (detta anche central tendency → tendenza centrale) è quella forma di accondiscendenza e remissività (a volte incondizionate) nel rispondere positivamente ad ogni domanda, a prescindere dal suo contenuto.

## Strumenti
Il metodo scientifico, per l'indagine empirica e la ricerca in campo psicosociale, può usufruire di alcuni strumenti per ridurre e misurare l'effetto distorsivo della desiderabilità sociale nelle rilevazioni conseguite tramite questionario (autocompilato o con intervistatore) e nelle inchieste/sondaggi effettuati con interviste faccia a faccia o telefoniche.  

Fra le varie forme di somministrazione che possono concorrere alla riduzione del fattore desiderabilità sociale si può trovare l'autocompilazione anonima e la somministrazione neutralizzata tramite computer; inoltre si può misurare per mezzo di scale psicometriche la tendenza deformativa tipica del soggetto ed utilizzarla come parametro da correlare ai risultati delle variabili oggetto della ricerca, per migliorare la validità dello strumento o della ricerca (v. validità in psicologia).

## Autocompilazione anonima
Nelle indagini campionarie e negli screening, dove non è necessario conoscere le generalità del soggetto testato, è preferibile adottare una somministrazione anonima in cui la persona non si sente direttamente e personalmente coinvolta nelle risposte che fornirà. 
 
Maggiore neutralismo, distacco e rassicurazione sono forniti dall'autocompilazione anonima tramite cui sarà possibile ottenere un migliore risultato se vi si assocerà un altro metodo di garanzia, quale ad esempio la riconsegna in urna o la restituzione via posta, ossia strumenti atti a garantire ulteriormente l'anonimato e la non rintracciabilità del soggetto. 

## Somministrazione neutralizzata
In riferimento alla somministrazione dei test tramite il computer (autosomministrazione via software), già nel 1996 veniva posto in evidenza che "il computer ha il vantaggio di essere impersonale, in modo che la desiderabilità sociale possa essere ridotta".  

In linea generale si può affermare che il computer può dimostrarsi un efficace metodo per limitare l'effetto di questa variabile interveniente. Il computer, anche messo a confronto del migliore e più preparato intervistatore, trasmette un maggiore senso di neutralità: non appare giudicante, non è emozionalmente coinvolto o coinvolgibile, non richiama figure fantasmatiche dall'inconscio dei soggetti esaminati.

## Scala psicometrica
Paulhus Delroy creò nel 1998 una scala psicometrica per la misurazione dell'accuratezza/veridicità o falsità/distorsione con cui un soggetto risponde tendenzialmente (anche in modo inconscio) alle domande di un assessment o di un reattivo psicodiagnostico. 

Il test è designato alla somministrazione congiunta con uno strumento principale (test o intervista) che ha il compito di misurare il reale oggetto della ricerca/indagine (variabile dipendente). 

La scala, il cui nome è Paulhus Deception Scales (PDS)  ovvero Scala di Falsità, deriva da un precedente inventario deputato alla misurazione delle risposte considerate socialmente più accettabili e maggiormente desiderabili: il Balanced Inventory of Desirable Responding (BIDR). 

Il PDS, costituito da un questionario self-report di 40 item, validato e standardizzato, valuta due ambiti: l'area definita come "self-deception" ossia la dimensione del processo inconscio che induce a fornire risposte distorte e l'area denominata "other-deception" in cui le risposte sono consapevolmente ed intenzionalmente falsificate per offrire una migliore immagine di sé. 

Uno studio condotto in Italia,  per valutare le proprietà psicometriche di una versione del PDS (tradotto in italiano e ridotto a 28 item) ha rilevato una buona coerenza interna della scala, con alfa di Cronbach = 0.86 e, per la validità concorrente, correlazioni positive con alcune scale dell'MMPI e con la Marlowe-Crowne Social Desirability Scale (M-C SDS). 